# Настръхване
Настръхването представлява образуване на неравности по кожата (т.нар. „гъша кожа“) в основата на космите на тялото, които могат неволно да се „изправят“, когато човек е подложен на студ или изпитва силно емоционално вълнение, като гняв, страх, еуфория или сексуална възбуда. Изправените косми правят животните да изглеждат по-големи, за да сплашат враговете си. Това може да се наблюдава при шимпанзетата, някои маймуни от Новия свят като памукоглавите тамарини, при стресирани мишки и плъхове, както и при уплашени котки. При хората това може да се наблюдава дори като реакция на слуха, при драскане с нокти, слушане на страхопочитателна музика или усещане или спомняне на силни и положителни емоции (например след спечелване на спортно събитие или при гледане на филм на ужасите).

## Етимология
Терминът „гъша кожа“ се дължи на асоциация с изпъкналостите по кожата на гъските, когато техните пера са изтръгнати.

## Физиология
Рефлексът на настръхване на кожата започва от симпатиковата нервна система. При него мъничките мускули в основата на всеки косъм се свиват, с което издърпват („изправят“) космите. По време на настръхване тялото се затопля от мускулното напрежение.
При хората настръхването е най-силно в областта на предмишниците, но също се появява на краката, шията и други области по кожата, които са покрити с косми. При някои хора то се появява дори на лицето или на главата.

## Причини

### Ниски температури
Настръхване може да се появи при наличието на ниски температури. Студената обстановка кара малките мускули, прикрепени към всеки космен фоликул да се свиват. Тези контракции карат космите да стоят изправени, чиято цел е да спомогне за по-бързото им изсушаване, чрез изпаряване на влагата от тях.

### Интензивна емоция
Хората често настръхват, когато изпитват страх. При изключително стресираща ситуация, тялото може да настръхне, тъй като се подготвя за борба или за движение. В такъв момент симпатиковата нервна система насища кръвта с адреналин (епинефрин), хормон, който ускорява сърдечната дейност и метаболизма, което води до свиване на мускулите, прикрепени към основата на всеки космен фоликул.